# Marie Reppelin
Pour les articles homonymes, voir Repellin.
Marie Reppelin, née en 1994 à Chambéry, est une romancière et blogueuse littéraire française. Elle écrit majoritairement de la romantic fantasy.

## Biographie
Marie Reppelin naît et grandit à Chambéry. Elle suit une classe préparatoire littéraire au Lycée Édouard-Henriot, puis réalise une année de spécialisation en histoire à l'école des chartes. Elle devient libraire et réside à Lyon.
Marie Reppelin se lance également sur bookstagram, où elle publie des critiques littéraires sous le pseudonyme « muffinsandbooks ». À ce titre, elle fait partie du jury de la quatrième édition du concours premier roman jeunesse de Gallimard Jeunesse, en 2020-2021,. En avril 2023, elle cumule environ 30 000 abonnés sur son compte Instagram.

### Carrière littéraire
Marie Reppelin se lance dans l'écriture après ses études supérieures. Elle publie d'abord sur Wattpad, où son premier roman est repéré par un éditeur. Le premier tome de la trilogie de romantasy young adult La Carte des confins paraît en 2021 et se vend, en quatre ans, à plus de 30 000 exemplaires,. Il reçoit en 2022 le grand prix des jeunes lecteurs (catégorie CM1, CM2, 6e), et en 2023 le prix René-Fallet jeunesse. Le deuxième tome paraît en 2022. Le troisième tome sort en 2023.
Son cinquième roman, La légion d'Oria, premier tome de la duologie Affronter la nuit, est publié le 16 janvier 2025,,. La même année, elle fait partie des auteurs invités du festival littéraire Les Imaginales,.

## Publications

### TrilogieLa Carte des confins
- La Carte des confins, tome 1, Pocket Jeunesse-PKJ, 2021, 453 p.  (ISBN 9782266310666)Réédition poche Pocket Jeunesse-PKJ, 2024, 642 p. (ISBN 9782266342278)
- La Carte des confins, tome 2, Pocket Jeunesse-PKJ, 2022, 518 p.  (ISBN 9782266324601)Réédition poche Pocket Jeunesse-PKJ, 2025, 692 p. (ISBN 9782266345163)
- La Carte des confins, tome 3, Pocket Jeunesse-PKJ, 2024, 446 p.  (ISBN 9782266340311)

- La Destinée de l'Avalon, Pocket Jeunesse-PKJ, 2023, 320 p.  (ISBN 9782266331609)Préquelle de la saga.

### DuologieAffronter la nuit
- La Légion d'Oria, Pocket Jeunesse-PKJ, 2025, 395 p.  (ISBN 9782266349109)

## Prix et distinctions
- 2022 : grand prix des jeunes lecteurs (catégorie CM1, CM2, 6e) pour La Carte des confins[10]
- 2023 :  prix René-Fallet jeunesse pour La Carte des confins[11]